# ريتشي قاي
ريتشي قاي (بالإنجليزية: Richie Guy)‏ هو لاعب اتحاد الرغبي نيوزلندي، ولد في 6 أبريل 1941 في لور هوت في نيوزيلندا.